# Vinyet Panyella
Vinyet Panyella i Balcells (Sitges (Barcelona), 15 de febrero de 1954) es una escritora española, licenciada en filología catalana por la Universidad de Barcelona y diplomada en biblioteconomía.
Entre los años 1976 y 1983 ejerció como responsable del Archivo Histórico de Sitges, y hasta 1989 como jefe del Servicio de Documentación, Biblioteca y Archivo del Parlamento de Cataluña.
Desde 1989 y hasta 2004 estuvo vinculada a la Biblioteca de Cataluña primero como subdirectora, después como gerente, y más tarde como directora. Ha formado parte de diversos comités y entidades profesionales de ámbito internacional como LIBER, IFLA, PEN català, AILLC (Asociación Internacional de Lengua y Literatura Catalanas), NACS (North American Catalan Society), AELC (Asociación de Escritores en Lengua Catalana), Association Française des Catalanistes, ACEC (Associació Col.legial de Escriptors de Catalunya/Asociación Colegial de Escritores de Cataluña).
Como escritora es autora de trabajos sobre el modernismo, el noucentismo, arte e historia cultural, algunos de los cuales han merecido premios y distinciones. También ha colaborado habitualmente en medios de comunicación y en revistas científicas y culturales como Avui, Serra d'Or, Revista de Catalunya y La Vanguardia.

## Libros publicados

### Narrativa breve
- El Drac i la Menuda. Vilafranca del Penedès: Vilatana, 2003 (infantil)
- L'Estrella i el Mar : conte de reis. Sitges: Ajuntament, 2003 (infantil)

### Poesía
- Memorial de platges. Barcelona: Columna, 1993
- Les ales del buit. Barcelona: Cafè Central, 1997
- Jardí d'ambre. Barcelona: Columna, 1998
- Miralls de marbre. Barcelona: Mediterrània, 2000
- Quintet de l'Havana : un homenatge a Alejo Carpentier. Sitges: Papers de Terramar, 2001
- París-Viena. Barcelona: Ed. 62 - Empúries, 2002
- Dins del cercle d'Orfeu. Lleida: Pagès, 2004

### Prosa de no ficción (biografies)
- Petita història de Santiago Rusiñol. Barcelona: Mediterrània, 1994 (infantil)
- Joaquim Sunyer. Barcelona: Columna, 1997
- Josep Carbonell i Gener (Sitges, 1897-1979) : entre les avantguardes i l'humanisme. Barcelona: Ed. 62, 2000
- El sembrador : biografia sitgetana del doctor Bartomeu Robert. Sitges: Ajuntament, 2002
- Santiago Rusiñol : el caminant de la terra. Barcelona: Ed. 62, 2003

### Prosa (crítica y estudios literarios)
- J.V. Foix : 1918 i la idea catalana. Barcelona: Ed. 62, 1989
- Paisatges i escenaris de Santiago Rusiñol (París, Sitges, Granada). Barcelona: Curial - Abadia de Montserrat, 2000

### Otros (ensayo no literario)
- Ángeles Santos. Sitges, 1992

## Premios literarios
- Recull-Josep Ametller d'assaig, 1988: J.V. Foix : 1918 i la idea catalana
- Premios Literarios de Cadaqués-Rosa Leveroni de poesia, 1992: Memorial de platges
- Recull-Maria Ribas i Carreras de poesia, 1997: Jardí d'ambre
- Ferran Soldevila, 1999: Josep Carbonell i Gener (Sitges 1897-1979) : entre les avant
- Gaziel, 2001: Santiago Rusiñol

 el caminant de la terra
- Premio Internacional de Poesóa Màrius Sampere, 2006: Les pomes de Cézanne

- Datos: Q5637497